# 17789 Carolcarty
17789 Carolcarty este o planetă minoră (asteroid), cu un diametru de 5,137 km, din centura de asteroizi. A fost descoperită pe 20 martie 1998 la Magdalena Ridge Observatory⁠(d) de Lincoln Near-Earth Asteroid Research. 
Obiectul prezintă o orbită caracterizată de o semiaxă mare de 2,5906627 UAi, o excentricitate de 0,0953879, o înclinație de 12,58781 ° în raport cu ecliptica.